# Trempel
Trempel er en kort bjælke, der forbinder to udvekslingsbjælker.
Trempel anvendes dels til væg-, dels til tagkonstruktioner. Der er tale om en støttestolpe (en lav stolpevæg) opført oven på den almindelige ydermur mellem øverste bjælkelag og det egentlige tagværk (spær) for at skaffe ekstra rumplads. Denne tagkonstruktion kaldes et trempeltag. I reglen forstærkes denne konstruktion ved anbringelse af skråbånd mellem spærene og bjælkeenderne og ved forbindelse af skråbåndene og spærene ved hjælp af
tænger.